# Wybory do Parlamentu Europejskiego w Grecji w 1981 roku

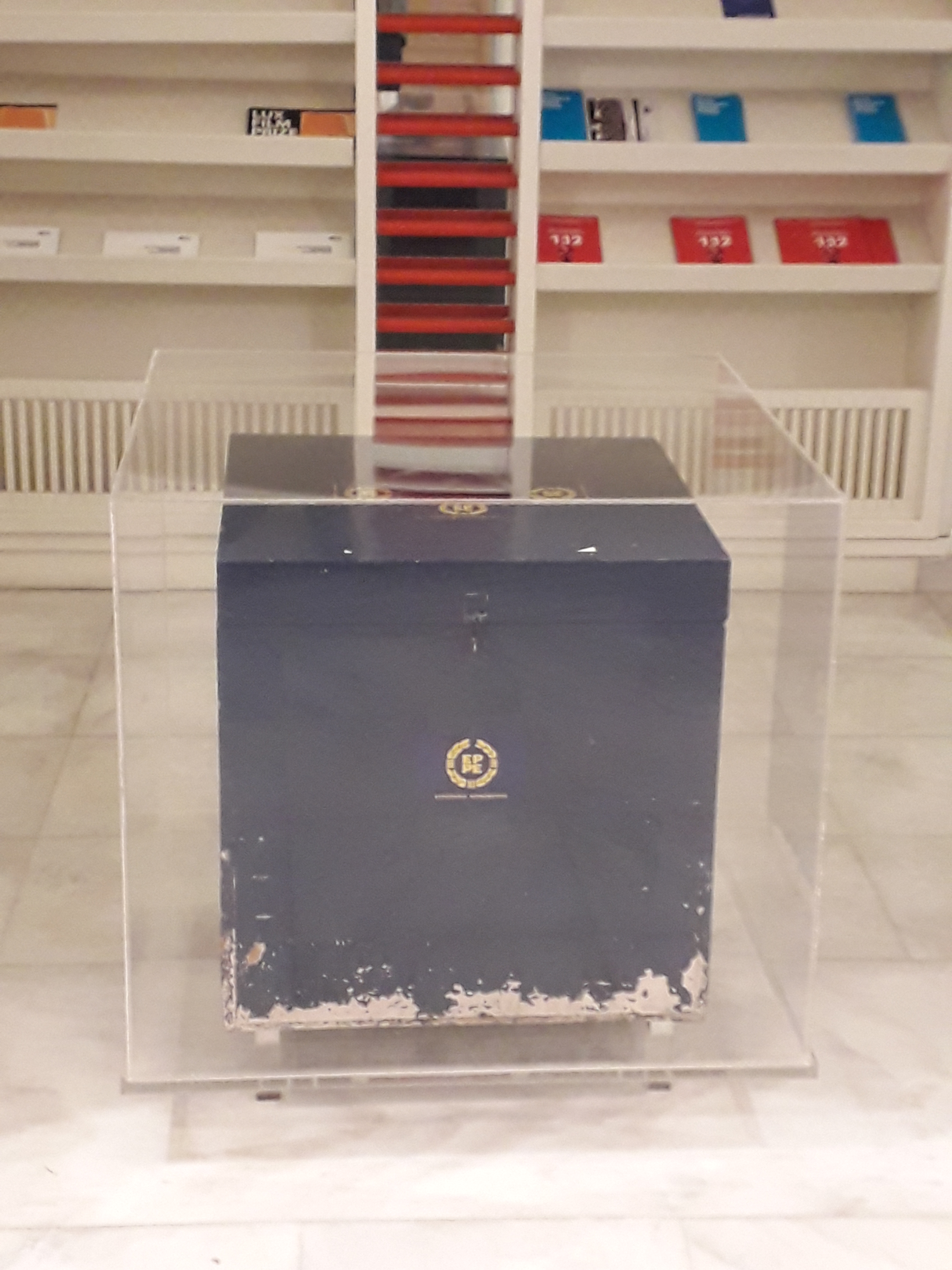
Wybory do parlamentu europejskiego w grecji 1981

Wybory do Parlamentu Europejskiego w Grecji odbyły się 18 października 1981 roku. Były to pierwsze wybory po wejściu Grecji do Wspólnot europejskich. Grecy wybierali 24 eurodeputowanych. Wybory wygrał lewicowy Ogólnogrecki Ruch Socjalistyczny (PASOK), który zdobył 40,12% głosów, co dało partii 10 z 24 mandatów. Drugie miejsce i 8 mandatów zdobyła konserwatywno-liberalna Nowa Demokracja.
| Partia                                     | Głosy     | %     | Mandaty |
| ------------------------------------------ | --------- | ----- | ------- |
| Panhelleński Ruch Socjalistyczny (PASOK)   | 2.278.030 | 40,12 | 10      |
| Nowa Demokracja (ND)                       | 1.779.462 | 31,34 | 8       |
| Komunistyczna Partia Grecji (KKE)          | 729.052   | 12,84 | 3       |
| Komunistyczna Partia Grecji (Zjednoczenie) | 300.841   | 5,30  | 1       |
| Partia Socjaldemokratyczna                 | 241.666   | 4,26  | 1       |
| Partia Postępu                             | 111.245   | 1,96  | 1       |
| Pozostali                                  | 237.365   | 4,18  | 0       |
| Suma głosów ważnych                        | 5.677.661 | 100   | 24      |
| Głosy nieważne                             | 74.688    |       |         |
| Suma głosów                                | 5.752.349 |       |         |